# Olaf Dressel
Olaf Dressel (* 19. September 1968 in Bochum) ist ein deutscher ehemaliger Fußballspieler.
In den sieben Jahren seiner Karriere spielte er für den VfL Bochum und brachte es auf 82 Einsätze in Bundesligapartien sowie fünf Spiele im DFB-Pokal. Obwohl er nicht eingesetzt wurde, war sein größter Erfolg die Teilnahme am DFB-Pokalendspiel 1988. Er kam in der 1. Pokalhauptrunde, am 28. August 1987, beim 0:0 nach Verlängerung beim VfB Oldenburg zum Einsatz und wurde zweimal in der Bundesligaserie 1987/88 eingesetzt. Nach mehreren schweren Verletzungen musste er bereits mit 25 Jahren seine Karriere beenden. Mit der B-Jugend gewann Dressel am 14. Juli 1985 unter Trainer Erich Schiller und Mannschaftskamerad Thorsten Legat mit einem 3:0-Sieg gegen Kickers Offenbach die deutsche Fußballmeisterschaft der B-Junioren. Aus der VfL-Jugendabteilung über die Amateurmannschaft spielte er sich in die Bundesligamannschaft hoch.
Olaf Dressel ist heute im Medienbereich tätig als Verlagsleiter „Marketing und Events“ beim PROKOM Verlag, in der unter anderem die Zeitung RevierSport erscheint. Er unterstützt regelmäßig die Traditionsmannschaft des VfL Bochum.